# Fantastic Fest

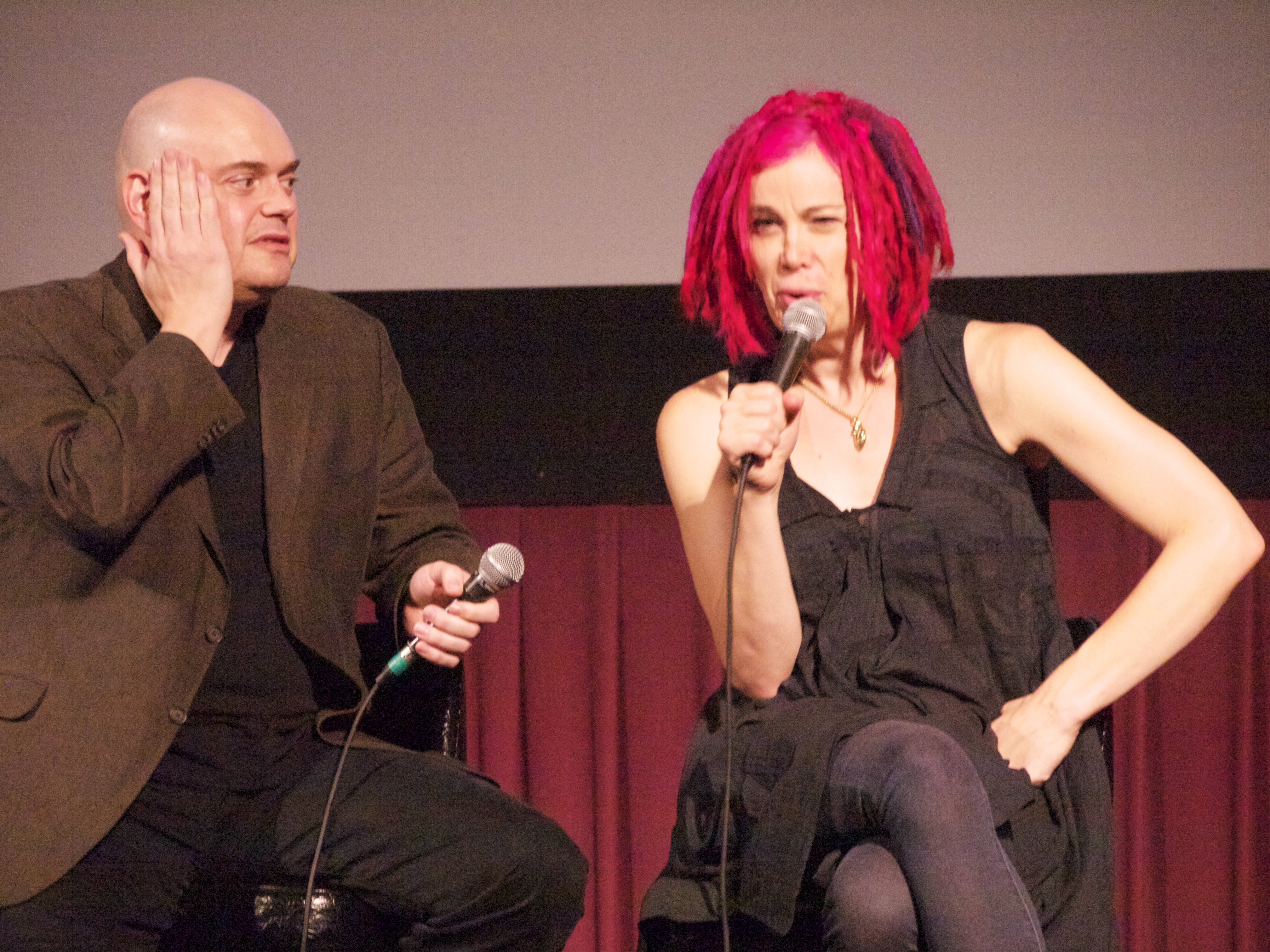
Les Wachowskis lors de l'édition 2012.

Le Fantastic Fest est un festival de cinéma basé à Austin (Texas), créé en 2005. Le festival se concentre sur le cinéma de genre : le fantastique, la fantasy, la science-fiction, l'horreur, l'action, mais aussi les films asiatiques et les films culte.